# David Butler (Regisseur)

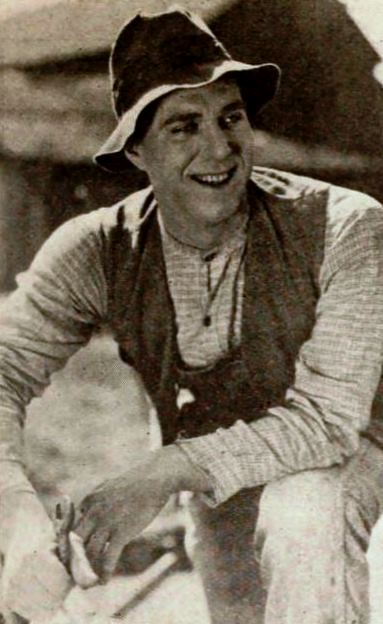
David Butler im Stummfilm Fickle Woman (1920)

David Butler (* 17. Dezember 1894 in San Francisco, Kalifornien; † 14. Juni 1979 in Arcadia, Kalifornien) war ein US-amerikanischer Filmregisseur, Schauspieler, Drehbuchautor und Filmproduzent.

## Leben
David Butler wurde als Sohn eines Theaterdirektors und einer Schauspielerin in San Francisco geboren. Seine ersten Schauspielerfahrungen sammelte er als Statist in Theateraufführungen. Später spielte er in zwei Filmen von David Wark Griffith: The Girl Who Stayed Home und The Greatest Thing in Life. Er konnte sich bald im Filmgeschäft als bekannter Darsteller etablieren, nebenbei trat er weiterhin am Theater auf. Ab 1923 war er als Bühnenmanager des Morosco Theater in Los Angeles tätig. 1927 spielte Butler im oscargekrönten Filmdrama Im siebenten Himmel. Im gleichen Jahr machte er sein Regiedebüt mit der 20th-Century-Fox-Komödie High School Hero.
Während Butlers neunjähriger Arbeitszeit bei Fox drehte er als Regisseur über dreißig Filme, darunter vier Produktionen mit Kinderstar Shirley Temple. Butlers letzter Film für Fox war Die goldene Peitsche, wofür Walter Brennan einen Oscar für den besten Nebendarsteller gewann. Anschließend arbeitete Butler mit Bing Crosby an den Filmen Der Weg nach Marokko und If I Had My Way zusammen. Auch machte er mit Doris Day zusammen Filme, darunter Bezaubernde Frau, Heiratet Marjorie?, Das Wiegenlied vom Broadway und Schwere Colts in zarter Hand. In den 1950er und 1960er Jahren erstellte Butler vor allem Episoden von Fernsehserien, darunter Erwachsen müßte man sein und Wagon Train. Filmstudios schätzten Butler als verlässlichen Regisseur, der beständig solide Qualitätsware produzierte.
1967 beendete er seine lange Karriere mit dem Musikstreifen C’mon, Let’s Live a Little. Für sein filmisches Schaffen erhielt er einen Stern auf dem Hollywood Walk of Fame. 1978, ein Jahr vor seinem Tod, wurde David Butler mit dem Ehrenpreis der Directors Guild of America ausgezeichnet.

## Filmografie (Auswahl)

### Als Schauspieler
- 1910: The Face at the Window
- 1913: Die Abenteuer der Kathlyn (The Adventures of Kathlyn)
- 1915: Die Geburt einer Nation (The Birth of a Nation)
- 1916: Intoleranz (Intolerance)
- 1918: The Greatest Thing in Life
- 1919: The Girl Who Stayed at Home
- 1919: The Unpainted Woman
- 1919: Better Times
- 1919: The Petal on the Current
- 1919: The Other Half
- 1919: Bonnie Bonnie Lassie
- 1921: The Sky Pilot
- 1922: The Wise Kid
- 1922: According to Hoyle
- 1922: The Village Blacksmith
- 1922: Conquering the Woman
- 1923: Hoodman Blind
- 1924: Arizona Express
- 1925: Rin Tin Tin bei den Goldsuchern (Tracked in the Snow Country)
- 1925: The Plastic Age
- 1926: The Blue Eagle
- 1927: Im siebenten Himmel (Seventh Heaven)
- 1929: Salute
- 1943: Thank Your Lucky Stars (als er selbst)
- 1949: Ein tolles Gefühl (It’s a Great Feeling) (als er selbst)
- 1952: The Story of Will Rogers (als er selbst)

### Als Regisseur
- 1927: High School Hero
- 1928: News Parade
- 1928: Win That Girl
- 1928: Prep and Pep
- 1929: Masked Emotions
- 1929: Fox Movietone Follies of 1929
- 1929: Chasing Through Europe
- 1929: Salute
- 1929: Sunny Side Up
- 1930: High Society Blues
- 1930: Just Imagine
- 1931: Delicious
- 1931: Der Boss. Ein Rückflug um 1349 Jahre (A Connecticut Yankee), deutsch auch Ein Radiotraum[3]
- 1932: Business and Pleasure
- 1933: Die Schule der Liebe (My Weakness)
- 1934: Lachende Augen (Bright Eyes)
- 1934: Alles Schwindel! (Bottoms Up)
- 1935: Oberst Shirley (The Little Colonel)
- 1935: Der kleinste Rebell (The Littlest Rebel)
- 1936: Shirley Ahoi! (Captain January)
- 1936: Sonnenmädel (Dimples)
- 1936: Der springende Punkt (Pigskin Parade)
- 1937: Täglich ausverkauft! (You’re a Sweetheart)
- 1938: Straight, Place and Show
- 1938: Die goldene Peitsche (Kentucky)
- 1940: You’ll Find Out
- 1942: Der Weg nach Marokko (Road to Morocco)
- 1943: Thank Your Lucky Stars
- 1944: Das Korsarenschiff (The Princess and the Pirate)
- 1944: Shine On, Harvest Moon
- 1945: Ein Mann der Tat (San Antonio)
- 1946: Der Himmel voller Geigen (The Time, the Place and the Girl)
- 1947: My Wild Irish Rose
- 1949: Ein tolles Gefühl (It’s a Great Feeling)
- 1949: Stern vom Broadway (Look for the Silver Lining)
- 1949: The Story of Seabiscuit
- 1950: The Daughter of Rosie O’Grady
- 1950: Bezaubernde Frau (Tea for Two)
- 1951: Das Wiegenlied vom Broadway (Lullaby of Broadway)
- 1951: Painting the Clouds with Sunshine
- 1952: Where’s Charley?
- 1952: April in Paris
- 1953: Heiratet Marjorie? (By the Light of the Silvery Moon)
- 1953: Schwere Colts in zarter Hand (Calamity Jane)
- 1954: Der Talisman (King Richard and the Crusaders)
- 1954: Die siebente Nacht (The Command)
- 1955: Die Hölle von Dien Bien Phu (Jump into Hell)
- 1955–1956: Captain Z-Ro (Fernsehserie, 26 Folgen)
- 1956: Glory
- 1956: Playboy – Marsch, marsch! (The Girl He Left Behind)
- 1958–1962: Wagon Train (Fernsehserie, elf Folgen)
- 1959–1961: Der zweite Mann (Fernsehserie, 15 Folgen)
- 1959–1963: Erwachsen müßte man sein (Fernsehserie, 53 Folgen)
- 1961: The Right Approach
- 1967: C’mon, Let’s Live a Little